# Jelle Nijdam
Jelle Nijdam (Zundert, 16 d'agost de 1963) és un ciclista neerlandès, ja retirat, que fou professional entre 1984 i 1996.
Com a ciclista amateur va participar en els Jocs Olímpics de Los Angeles de 1984. Posteriorment va passar al professionalisme, destacant en el seu palmarès sis victòries d'etapa al Tour de França, una etapa a la Volta a Espanya, l'Amstel Gold Race de 1988, la París-Tours de 1989 i tres edicions de la Volta als Països Baixos.
És fill del també ciclista Henk Nijdam, professional als anys 60.

## Palmarès
- 1984
  - 1r a l'Étoile du Brabant i vencedor d'una etapa
  - Vencedor de 2 etapes de l'Olympia's Tour
- 1985
  - Campió dels Països Baixos de persecució
  - 1r a la Volta a Luxemburg
  - 1r al Gran Premi Raymond Impanis
  - Vencedor d'una etapa de la Volta a Bèlgica
  - Vencedor de 2 etapes de la Volta a Suècia
- 1986
  - Campió dels Països Baixos de derny
  - Vencedor d'una etapa de la Volta als Països Baixos
  - Vencedor d'una etapa de la Volta a Dinamarca
  - Vencedor d'una etapa de la Volta a Suècia
- 1987
  - 1r al Tour de l'Oise
  - 1r a l'A través de Bèlgica
  - Vencedor d'una etapa del Tour de França
  - Vencedor d'una etapa de la Volta als Països Baixos
  - Vencedor d'una etapa de la Volta a Dinamarca
  - Vencedor d'una etapa de la Volta a Suècia
  - Vencedor d'una etapa dels Quatre dies de Dunkerque
- 1988
  - 1r a l'Amstel Gold Race
  - Vencedor de 2 etapes de la Volta als Països Baixos
  - Vencedor d'una etapa del Tour de França
  - Vencedor d'una etapa de la Volta a Astúries
- 1989
  - 1r a la París-Tours
  - 1r a la París-Brussel·les
  - 1r a la Ronde van Midden-Zeeland
  - 1r a l'Acht van Chaam
  - Vencedor de 2 etapes al Tour de França
  - Vencedor d'una etapa de la Volta als Països Baixos
  - Vencedor d'una etapa de la Volta a Astúries
  - Vencedor d'una etapa de la Volta a Suècia
  - Vencedor d'una etapa de la Volta a Irlanda
  - Vencedor d'una etapa del Tour de l'Oise
- 1990
  - 1r a la Volta als Països Baixos i vencedor d'una etapa
  - 1r a la Binche-Tournai-Binche
  - Vencedor de 2 etapes dels Quatre dies de Dunkerque
  - Vencedor de 2 etapes de la Volta a Suècia
  - Vencedor d'una etapa del Tour de França
  - Vencedor d'una etapa de la Volta a Múrcia
- 1991
  - 1r als Tres dies de La Panne i vencedor de 2 etapes
  - Vencedor de 2 etapes al Tour del Mediterrani
  - Vencedor d'una etapa del Tour de França
  - Vencedor d'una etapa de la Volta als Països Baixos
- 1992
  - 1r a la Volta als Països Baixos i vencedor de 2 etapes
  - 1r al Gran Premi Eddy Merckx
  - Vencedor d'una etapa de la Volta a Espanya
  - Vencedor d'una etapa de la Volta a Aragó
- 1993
  - Vencedor d'una etapa dels Tres dies de La Panne
  - Vencedor d'una etapa de la Volta a Astúries
  - Vencedor d'una etapa del Tour DuPont
- 1994
  - 1r al Campionat de Flandes
  - 1r a la Fletxa costanera
- 1995
  - 1r a la Volta als Països Baixos i vencedor d'una etapa
  - 1r al Tour de l'Oise i vencedor d'una etapa
  - 1r a la Binche-Tournai-Binche
  - 1r a l'A través de Bèlgica
- 1996
  - 1r a la Ronde van Midden-Zeeland

### Resultats al Tour de França
- 1985. 115è de la classificació general
- 1986. Abandona (6a etapa)
- 1987. 124è de la classificació general. Vencedor d'una etapa. Porta el mallot groc durant 1 etapa
- 1988. 122è de la classificació general. Vencedor d'una etapa. Porta el mallot groc durant 2 etapes
- 1989. 121è de la classificació general. Vencedor de 2 etapes
- 1990. 127è de la classificació general. Vencedor d'una etapa
- 1991. 117è de la classificació general. Vencedor d'una etapa
- 1992. 113è de la classificació general
- 1993. 129è de la classificació general
- 1995. Abandona (9a etapa)

### Resultats a la Volta a Espanya
- 1993. 103è de la classificació general. Vencedor d'una etapa. Porta el mallot groc durant 2 etapes